# Klubowy Puchar Europy kobiet w szachach (2005)
2005 – dziesiąty sezon Klubowego Pucharu Europy kobiet w szachach. Rozgrywki odbyły się w Saint-Vincent w dniach 18–24 września 2005 roku. Tytuł obronił gruziński NTN Tbilisi.

## Format rozgrywek
Turniej odbywał się systemem szwajcarskim na dystansie siedmiu rund. W przypadku identycznej liczby punktów decydowała łączna liczba punktów uzyskanych przez zawodniczki, a przy dalszej równości – system Buchholza.

## Uczestnicy
W nawiasie podano średni ranking Elo. Źródło: OlimpBase
- Mika Erywań (2401)
- NTN Tbilisi (2414)
- De Stukkenjagers (2042)
- AWS Krasnoturjinsk (2487)
- FINEK Petersburg (2386)
- Jużnyj Urał Czelabińsk (2441)
- Platina Krasnojarsk (2376)
- BAS Belgrad (2397)
- Internet-CG Podgorica (2413)
- ŠK Obudovac (1840)
- MTK Budapest (2407)

## Rozgrywki

### Runda 1
Źródło: OlimpBase
18 września 2005
| AWS Krasnoturjinsk – Mika Erywań 2½:1½            |
| BAS Belgrad – Jużnyj Urał Czelabińsk 1:3          |
| NTN Tbilisi – FINEK Petersburg 2½:1½              |
| Platina Krasnojarsk – Internet-CG Podgorica 2½:1½ |
| MTK Budapest – De Stukkenjagers 3½:½              |
| ŠK Obudovac pauza                                 |

### Runda 2
Źródło: OlimpBase
19 września 2005
| NTN Tbilisi – AWS Krasnoturjinsk 2:2               |
| Jużnyj Urał Czelabińsk – Platina Krasnojarsk 1½:2½ |
| ŠK Obudovac – MTK Budapest ½:3½                    |
| Internet-CG Podgorica – BAS Belgrad 2:2            |
| Mika Erywań – FINEK Petersburg 1½:2½               |
| De Stukkenjagers pauza                             |

### Runda 3
Źródło: OlimpBase
20 września 2005
| MTK Budapest – Platina Krasnojarsk 1½:2½           |
| AWS Krasnoturjinsk – ŠK Obudovac 4:0               |
| De Stukkenjagers – NTN Tbilisi ½:3½                |
| Internet-CG Podgorica – Jużnyj Urał Czelabińsk 2:2 |
| FINEK Petersburg – BAS Belgrad 2:2                 |
| Mika Erywań pauza                                  |

### Runda 4
Źródło: OlimpBase
21 września 2005
| Platina Krasnojarsk – AWS Krasnoturjinsk 1:3  |
| NTN Tbilisi – MTK Budapest 3½:½               |
| Jużnyj Urał Czelabińsk – FINEK Petersburg 3:1 |
| ŠK Obudovac – Internet-CG Podgorica ½:3½      |
| De Stukkenjagers – Mika Erywań ½:3½           |
| BAS Belgrad pauza                             |

### Runda 5
Źródło: OlimpBase
22 września 2005
| Platina Krasnojarsk – NTN Tbilisi ½:3½            |
| AWS Krasnoturjinsk – Jużnyj Urał Czelabińsk 1½:2½ |
| Mika Erywań – Internet-CG Podgorica 1½:2½         |
| BAS Belgrad – MTK Budapest 2½:1½                  |
| ŠK Obudovac – De Stukkenjagers 2:2                |
| FINEK Petersburg pauza                            |

### Runda 6
Źródło: OlimpBase
23 września 2005
| Jużnyj Urał Czelabińsk – NTN Tbilisi 2:2         |
| Internet-CG Podgorica – AWS Krasnoturjinsk 2½:1½ |
| BAS Belgrad – Platina Krasnojarsk 2:2            |
| FINEK Petersburg – De Stukkenjagers 3:1          |
| Mika Erywań – ŠK Obudovac 2½:1½                  |
| MTK Budapest pauza                               |

### Runda 7
Źródło: OlimpBase
24 września 2005
| NTN Tbilisi – Internet-CG Podgorica 1½:2½     |
| De Stukkenjagers – Jużnyj Urał Czelabińsk 0:4 |
| FINEK Petersburg – AWS Krasnoturjinsk 2½:1½   |
| ŠK Obudovac – BAS Belgrad ½:3½                |
| MTK Budapest – Mika Erywań 3:1                |
| Platina Krasnojarsk pauza                     |

## Klasyfikacja
Źródło: OlimpBase
| Msc | Zespół                 | M | W | R | P | Pkt |
| --- | ---------------------- | - | - | - | - | --- |
| 1   | NTN Tbilisi            | 7 | 4 | 2 | 1 | 10  |
| 2   | Jużnyj Urał Czelabińsk | 7 | 4 | 2 | 1 | 10  |
| 3   | Internet-CG Podgorica  | 7 | 4 | 2 | 1 | 10  |
| 4   | BAS Belgrad            | 6 | 2 | 3 | 1 | 9   |
| 5   | FINEK Petersburg       | 6 | 3 | 1 | 2 | 9   |
| 6   | Platina Krasnojarsk    | 6 | 3 | 1 | 2 | 9   |
| 7   | MTK Budapest           | 6 | 3 | 0 | 3 | 8   |
| 8   | AWS Krasnoturjinsk     | 7 | 3 | 1 | 3 | 7   |
| 9   | Mika Erywań            | 6 | 2 | 0 | 4 | 6   |
| 10  | ŠK Obudovac            | 6 | 0 | 1 | 5 | 3   |
| 11  | De Stukkenjagers       | 6 | 0 | 1 | 5 | 3   |